# 广岛女学院大学
广岛女学院大学（英語：Hiroshima Jogakuin University）位于日本广岛县广岛市东区牛田东4-13-1，为日本私立大学，1886年建校，1949年设置，大学简称女院。

## 沿革
1886年，砂本贞吉得到美国基督教教会协力开办广岛女学会。
1895年，保姆养成科开设。
1908年，保姆养成科更名为保姆师范科。
1920年，专门部（英文科、家事科、师范科）设置。
1921年，保姆师范科搬迁。
1932年，专门部广岛女学院专门学校开设。
1946年，牛田校地搬迁。
1949年，新制广岛女学院大学设立，英文学部设置。
1950年，广岛女学院大学短期大学部家政科设置。
1966年，英文学部、文学部（日本文学科、英美文学科）改组。
1986年，创立100周年纪念式典举行。
1993年，短期大学部改组、生活科学部（生活文化学科、生活科学科）设置。
1995年，大学院言语文化研究科修士课程（日本言语文化专攻·英美言语文化专攻）设置。
1997年，大学院言语文化研究科博士课程（日本言语文化专攻·英美言语文化专攻）设置。
1999年，大学院人间生活学研究科修士课程（生活文化学专攻·生活科学专攻）设置。
2000年，文学部、人间·社会文化学科设置。
2004年，生活科学部生活文化学科之生活科学科改组。
2006年，创立120周年感谢纪念式举行。
2007年，文学部人间·社会文化学科、幼儿教育心理学科改组。
2012年，学部大幅改组予定。

## 院系
- 文学部
  - 日本语日本文学科
  - 英美言语文化学科
  - 幼儿教育心理学科（2007年4月）
  - 人间·文化社会学科（2006年募集停止）
- 生活科学部
  - 生活情报学科
  - 管理营养学科

2012年4月（予定）
- 国际教养学部
  - 国际教养学科
- 人间生活学部
  - 生活建筑学科
  - 管理营养学科
  - 幼儿教育心理学科

## 著名校友
- 八木静佳
- 松本京子
- 津野濑果絵
- 清水美纪
- 太刀掛秀子
- 濑川嘉
- 中村由香里
- 坊美希
- 土手香那子
- 白井京子
- 滨本梨沙
- 伊藤花菜